# 島村慎市郎
島村 慎市郎（しまむら しんいちろう、1936年（昭和11年）2月7日 - 2012年（平成24年）2月20日）は、昭和から平成時代前期の政治家。埼玉県越谷市長。

## 経歴
のちの埼玉県越谷市出身。1958年（昭和33年）早稲田大学理工学部土木工学科卒業。東京都交通局、春日部市都市計画課長補佐、同区画整理課長、同土木課長を経て、1973年（昭和48年）島忠取締役に就任。1977年（昭和52年）越谷市長に当選し5期務めた。

## 親族
- 父：島村平市郎（越谷市長）